# Rimska vojska
Rimska vojska (lat. Militia Romana) je naziv za organiziranu skupinu vojnih jedinica koje su u vrijeme antičkoga Rima služile Kraljevstvu, Republici i kasnije Rimskom Carstvu. U okviru carstva Rimska vojska je imala oko 180 000 vojnika i bila je najbolje ustrojena vojna sila. Vrhunac po broju vojnika dostignut je nakon građanskoga rata između Oktavijana i Marka Antonija, kada je u 70 legija bilo raspoređeno oko 300 000 vojnika.

## Ustroj
Najveća vojna jedinica u okviru Rimske vojske bila je legija (latinski: Legio) i potpuno popunjena imala je 5120 vojnika. Cezareve legije bile su brojčano manje i imale su po 4000 vojnika. Legija je nosila ime ili po rednomu broju, ili po svome osnivaču. U Galskomu ratu borila se čuvena Cezarova deseta legija.
Svaka se legija sastojala od 10 kohorti (Cohors), a kohorta od triju manipula (Manipulus). Još manja jedinica bila je centurija (Centuria). 
Ono što je centurija bila u pješadiji, to je bila turma (Turma), odnosno eskadron u konjici. Turma se sastojala od 30 konjanika. Još manja jedinica u konjici je bila dekurija (Decuria).

### Sastav kopnene vojske
Glavni rod Rimske vojske činile su pješačka jedinica (peditatus) i konjica (equitatus). Vojsku je pratila i komora (impedimenta), a bilo je i pomoćnih jedinica (auxilia). Uz operativni dio vojske, u vojsci je bilo i zanatlija (fabri).

### Sastav mornarice
Rimska mornarica (classis) bila je slabo razvijena do Punskih ratova. Sastavljena uglavnom od brodova za nadzor uz obalu nije mogla odgovoriti potrebama vojske. U okviru dvije glavne flote u Sredozemlju, Classis Misenensis i Classis Ravennatis postojali su ratni brodovi (Navis Longa), brzi brodovi (Navis Liburna), teretni brodovi (Navis Oneraria) i izviđački brodovi (Navis Speculatoria). Prema broju vesala dijelile su se na dvoveslarke (Biremes), troveslarke (Triremes) itd.

## Zapovjedni lanac
Na čelu Rimske vojske i mornarice nalazio se vrhovni imperator. Ovaj naziv su kasnije nosili i rimski carevi. Nešto niži rang od imperatora bio je vojvoda (Dux), koji je upravljao vojskom ili dijelom vojske. Viši oficiri su bili: Legati Militum i Tribuni Militum. Ovih drugih, tj. vojnih tribuna bilo je po šest u svakoj legiji. Niži časnici su se zvali centurioni (Centurio) i njihovo je zvanje odgovaralo današnjim nižim časnicima ili podčasnicima. 
Zapovjednik konjice je nosio naziv Praefectus Equitum, a flote Praefectus Classis.

## Oprema, oružje i bojne sprave
Glavno oružje rimske vojske je bilo: kratki mač gladijus, koplje pilum, strijela sagitta i štit u obliku pravokutnika ili kruga scutum.
Rimljani su uz lako oružje poznavali i bojne sprave za izbacivanje strijela i kopalja - catapulta i ballista. Upotrebljavali su i praćke (funda i tormentum). 
Vojna oprema rimske vojske je uključivala šljem dok su na sebi imali kaput bez rukava (tunica) i kabanicu (sagulum) kao i kratke hlačice (bracae). Na prsima su imali oklope i štitnike (thorax i lorica) od kože i metala. Na nogama su im bile čizme (caliga). Pored toga, svaki vojnik nosi sa sobom i hranu za izvjesno vrijeme kao i druge potrebne stvari.
Za označavanje pokreta, napada ili povlačenja imali su više bojnih truba: tuba, cornu, lituus, classicum, a za izmjenu straže korištena je bucina. 
U bojne znakove spadali su: orao (aquila) i zastava (vexillum). Aquila je predstavljao lik orla, nasađen na visoku motku, a vexillum je bio komad crvena ili bijela platna, u formi zastave. Njih su nosili orlonoše (Aquiliferi) i zastavnici (Signiferi).

## Taktika
Legija se pred borbu postavljala u tri bojna reda (acies). U prvom redu su bile četiri, a u druga dva po tri kohorte. Treći bojni red je obično predstavljao rezervu. Sa strana su bila krila (cornua) i tu su se nalazile konjica i pomoćne grupe.
Kod kretanja vojske postojale su tri vrste marša: obični (Iter iustum), ubrzani (Iter magnum) i brzi (Iter maximum). U toku običnog marša vojska je prelazila između 25—30 kilometara na dan.
Kod napada na gradove vojska se služila pokretljivim drvenim kulama na katove(Turres tabulatae), koje su bile na kotačima, zatim ovnovima (Arietes). To su bile debele drvene grede, koje su visile na lancima, a čiji je prednji dio od metala imao figuru ovna. Tom se gredom udaralo o zidove i nastojalo provaliti bedem. Na bedeme se jurišalo i pod štitovima, gdje je više vojnika stupalo u obliku kornjače (Testudo), a upotrebljavali su se i srpovi (falces) za razvaljivanje zidova. Srpovi su služili i za kidanje konopa kojim su bili vezani jarboli. 
Kada se vojska trebala odmoriti ili neko vrijeme zadržati na nekom mjestu, podizan je logor (castrum). On je imao četvrtast oblik s vratima na sve četiri strane. One su se zvale: porta praetoria, — porta decumana — porta principalis dextra — i porta principalis sinistra. Svoje logore, utvrde i gradove rimska vojska je opasavala bedemima (moenia) i jarkom (fossae), šancem (aggeres i valla) i ogradama (pinnae-loricae).  U sredini se nalazio imperatorov šator (praetorium), dok je ostali prostor bio raspoređen na vojne jedinice između kojih su bili prolazi. Logor su čuvale straže (vigiliae), po čemu se kod Rimljana i noćno vrijeme dijelilo na četiri vigilije, a dnevno na satove.

## Odlikovanja
Za zasluge u vojsci dijelila su se različita odlikovanja, a zvala su se vijenci (coronae), jer su imala oblik vijenaca, koji su bili napravljeni od lišća ili kakva metala. 
Ta odlikovanja su bila: 
1. Corona castrensis - Dobivao ga je onaj vojnik koji se istaknuo pri opsadi logora.
2. Corona civica se davala onome tko spasi život rimskoga građanina. To odlikovanje je Cezar dobio kod opsade Mitilene.
3. Corona muralis je za onoga tko se uspne na neprijateljske zidove.
4. Corona navalis se davala kod pobjede na moru.
5. Corona obsidionalis je za onoga koji druge oslobodi od opsade.
6. Corona vallaris je odlikovanje koje vojnik zaslužuje ako prvi uđe u neprijateljski rov.

Najveće odlikovanje bilo je Corona triumphalis. Njega je senat dodjeljivao vojskovođi za pobjedu u ratu. To je bio vijenac od lovora, koji je prilikom trijumfa nosio pobjednik vozeći se na Kapitol u kočiji koju su vozili bijeli konji. Uz to je bio odjeven u šarenu togu (toga picta) i tuniku s palmovim grančicama (tunica palmata). Takvu čast je Cezar kasnije trajno prisvojio, pa se takvom odjećom koristio i kad nije bio nagrađen trijumfom. 
Manji se trijumf zvao ovacija (Ovatio). U njemu je pobjednik išao pješke ili je jahao na konju. Isluženi vojnici (veterani) su po odlasku iz vojske kao nagradu dobivali komad zemlje koju su obrađivali, i to im je služilo kao mirovina.